# Perilo de Atenas
Perilo de Atenas (da cidade de Akragas) foi um inventor da Grécia Antiga, criador do lendário touro de bronze.

## Biografia
Perilo, um dos fundadores do bronze, apresentou ao tirano de Agrigento, Fálaris, um projeto sobre um sistema de execução de criminosos. A sua invenção consistia em um touro feito de bronze fino, com um interior oco com o propósito principal de torturar e executar criminosos condenados à morte. Com duas aberturas, uma na boca e outra na parte lateral do dorso, o touro era utilizado para que as suas vítimas uma vez no seu interior, fossem tremendamente queimadas com a utilização de uma fogueira sob o objeto de tortura. No interior havia um canal desenvolvido semelhante à válvula móvel do instrumento musical trompete, que ligava da boca ao interior do Touro. Assim, sobre a fogueira e com o ar escasso, a vítima sentia-se forçada a respirar, utilizando então a abertura frontal. Os gritos exaustivos do executado saíam pela boca do Touro, fazendo parecer que a esfinge estava viva.
Considera-se que Perilo após concluir seu invento e apresentá-lo à Fálaris, este o induziu a mostrar-lhe como funcionava, então de modo sarcástico Perilo fora encerrado no ventre do Touro. Perilo foi primeira pessoa a ser torturada dentro da máquina, mas foi retirado ainda com vida, sendo jogado dos penhascos para morrer.